# Leiewerken

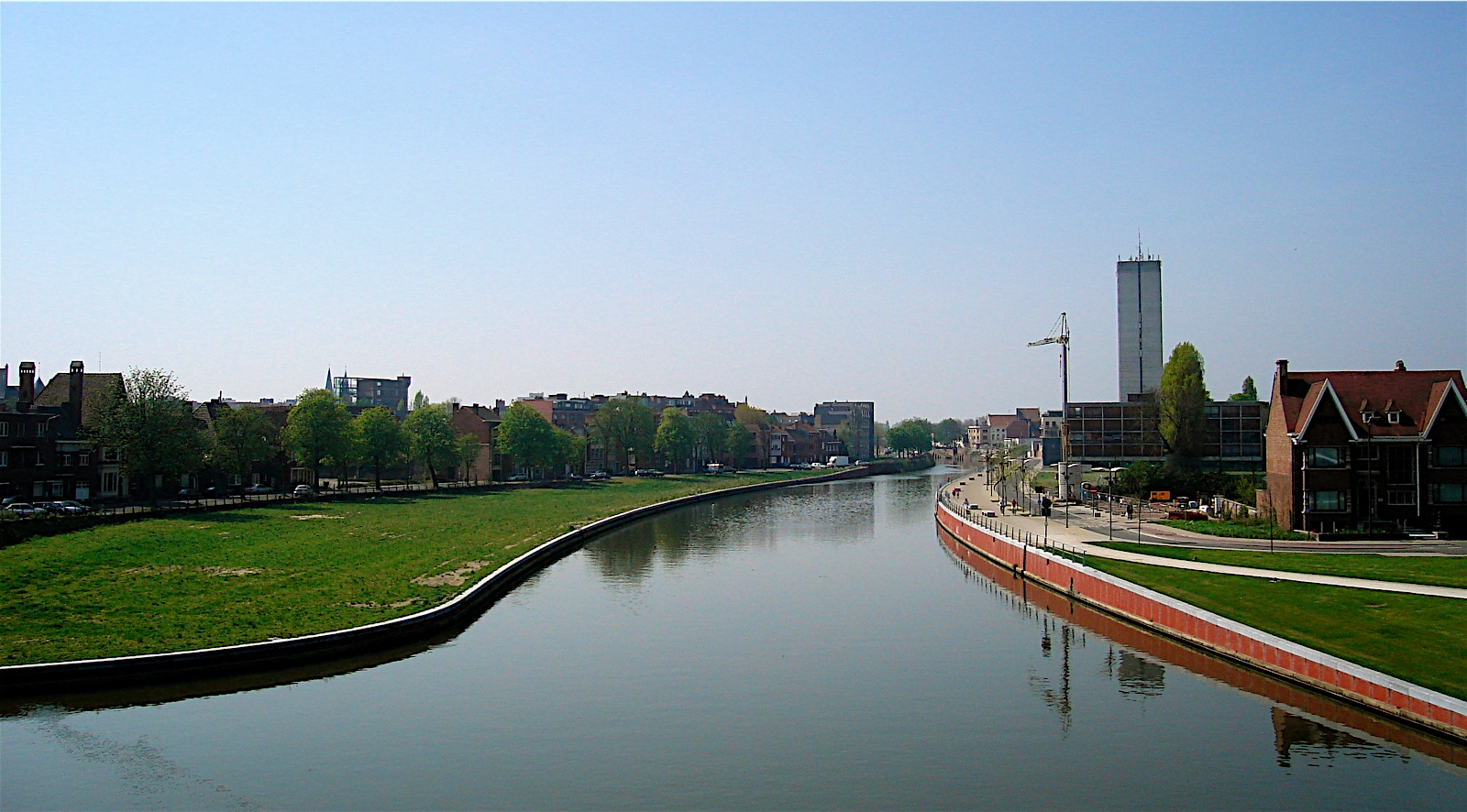
Leie te Kortrijk, met nieuwe kaaimuren

De Leiewerken is de naam voor het infrastructuurproject  voor verbreding en uitdieping van de rivier de Leie in Vlaanderen. Het project, dat uitgevoerd wordt door de directe Waterwegen en Zeekanalen van de Vlaamse overheid, moet zorgen voor de rechttrekking, uitdieping en verbreding van de Leie, waardoor de verbinding tussen de haven van Antwerpen en het bekken van Parijs toegankelijk wordt voor containerschepen en schepen tot 1350 ton. Op die manier kaderen ze binnen de werken voor een vlotte Seine-Schelde-verbinding, wat de autosnelwegen verder moet ontlasten van vrachtvervoer.
In de stad Kortrijk omvatte dit de verbreding van de Leie, de (her)aanleg van de kaaien, de afbraak van oude bruggen en bouw van zeven nieuwe bruggen. De werken voor de verbreding en uitdieping van de Leie, of de Leiewerken, vormen een der grootste infrastructurele ingrepen ooit in het Kortrijkse stadsweefsel.

## Leiewerken in Kortrijk

### Opzet en situering
De werken aan de Leiedoortocht door Kortrijk laat grote sporen na op noordelijke Leie-arm, deze ten noorden van het Buda-eiland. Om de Leie bevaarbaar te maken voor schepen tot 1350 ton, dienen zeven nieuwe bruggen gebouwd worden op zeven meter vrije hoogte boven het normale peil van de rivier, wat ongeveer zestig meter meer oprit vraagt aan weerszijden van elke brug en dus de stadskern raakt. Op die manier leiden de grootschalige werken uiteindelijk tot zeven verhoogde bruggen, met elk een bijzonder en uiteenlopend karakter. Dat levert een volledig nieuw stadssilhouet langsheen de rivier op.
Tijdens de onderhandelingen met het Vlaamse Gewest eiste het stadsbestuur enerzijds het herstel van de stadsstructuur na de werken terwijl anderzijds ook de kans werd gegrepen om een directere band tussen de stad en het water te creëren. De grootstedelijke schaal die door deze verbreding in de binnenstad werd ingebracht vroeg resoluut om een ambitieuze aanpak: langs de verbrede Leie werd dan ook gekozen voor een brede wandel- en fietsboulevard met veel groen, zitruimte en ruime dimensies. Dit moet toelaten om midden in de binnenstad een aangename opeenvolging van eigentijdse bruggen te verwezenlijken, die door aangepaste verlichting ook 's avonds het stadsbeeld zullen animeren.
De Leiewerken gaan ook gepaard met de aanleg van drie nieuwe parken (tip van Buda, Budabeach en een park ter hoogte van de Ronde van Vlaanderenbrug) en de heraanleg van het Koning Albertpark.
De oude, meer zuidelijke, Leie-arm (aan de kant van de Broeltorens en het Onze-Lieve-Vrouwehospitaal) zal eveneens volledig heraangelegd worden, waarbij de oevers verlaagd zullen worden. Hierbij streeft men ernaar om de stadsbewoner weer voeling te geven met het water en tegelijk de oevers met elkaar in contact te brengen.

## Fasering van de werken
Op 1 juli 1997 gaf toenmalig Vlaams minister van Openbare Werken Eddy Baldewijns de aftrap van de Leieverbredingswerken in Kortrijk. Daar het om een uiterst ingrijpende en delicate infrastructuuringreep doorheen het hart van de Kortrijkse binnenstad gaat, werden deze werken opgedeeld in diverse fases. Door talrijke onvoorziene omstandigheden hebben de werken behoorlijk wat vertraging opgelopen. Waar het einde der werken aanvankelijk voorzien was in 2003, hopen ze nu in 2026 pas te kunnen starten.

### Fase 1

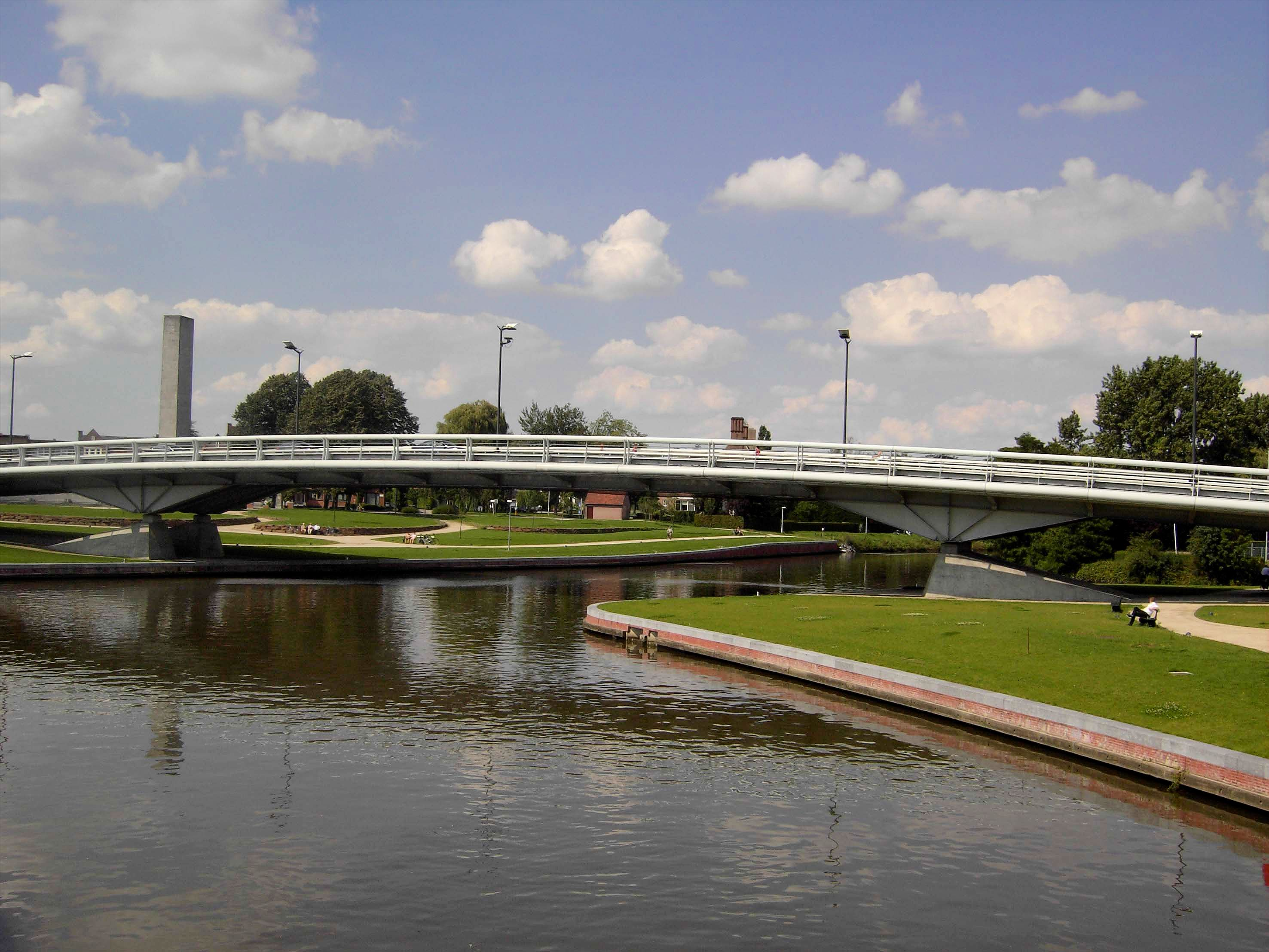
De nieuwe Groeningebrug die beide zijden van het heraangelegde Koning Alberpark verbindt.

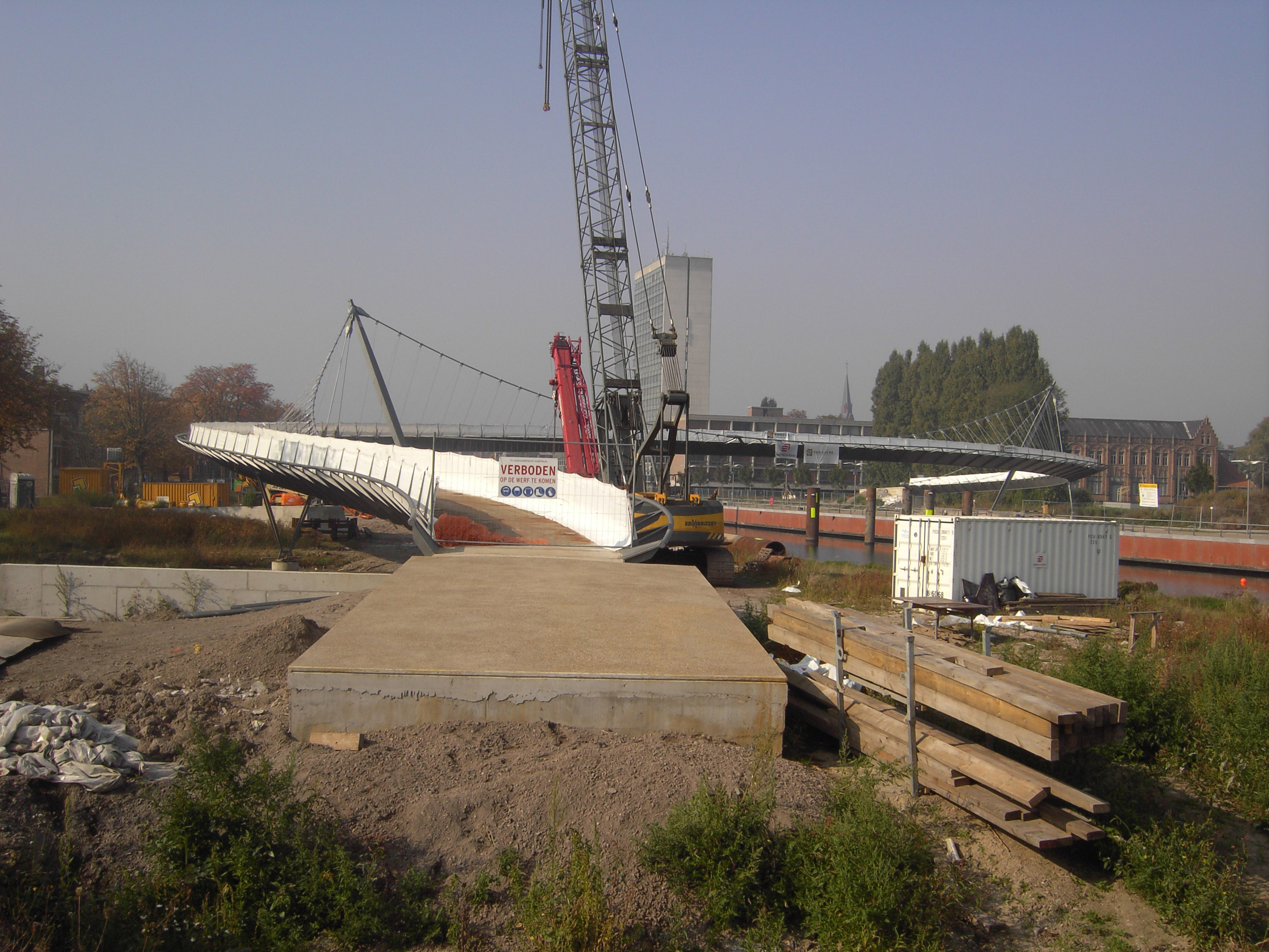
De Collegebrug over Leie in wording (S-vormige brug voor fietsers en voetgangers).

De eerste fase van de werken voor de doortocht behelsden de verbreding van de Leie ter hoogte van het Koning Albertpark, de bouw van een nieuwe Groeningebrug en een nieuwe Dambrug en de heraanleg van de Diksmuidekaai. Bovendien werd in het Koning Albertpark, dat zich na de werken langs beide zijden van de Leie uitstrekte, de grootste skatebowl van de Benelux aangelegd.
Langsheen de IJzerkaai, de overzijde van de Diksmuidekaai, werd op de zone waar de Leie vroeger stroomde een stadspark aangelegd dat 's zomers kan omgevormd worden tot een stadsstrand. Dit park krijg dan ook de toepasselijke naam 'Budabeach' mee, verwijzend naar de wijk Buda waarop het zich bevindt.
Daarnaast omvatte deze eerste fase tevens de bouw van een gloednieuwe voetgangers- en fietserbrug, de Collegebrug tussen de Diksmuide- en IJzerkaai. Deze opvallende S-vormige stalen brug, die volledig wordt opgespannen tussen twee pijlers, werd door het stadsbestuur afgedwongen van het Vlaamse Gewest, als extra compensatie voor de hinder en overlast die de werken met zich meebrengen. Opmerkelijk is dat deze 207 meter lange voetgangers- en fietsbrug, een hangbrug naar een ontwerp van het befaamde ingenieursbureau Laurent Ney zal dubbel zoveel kosten als normaal: 4,5 miljoen euro. De geplande uitvoeringstermijn is 15 maanden; alleen al de levering van de speciale kabels vergt 6 maanden.

### Fase 2
De tweede fase betrof de verbreding aan het andere uiteinde van de rivier, naar Bissegem toe. Daar is een nieuwe brug gebouwd voor de westelijke stadsring, de Ronde van Vlaanderenbrug. Deze werken gingen van start op 19 april 2004 en werden beëindigd in 2006.

### Fase 3

#### A. Westelijke Stadsring (Burgemeester Lambrechtlaan)
De derde fase omvat zowel de bouw van de nieuwe westelijke Stadsring, de zogenaamde Burgemeester Lambrechtlaan, die aangelegd werd ter verlichting van de overbelaste as Noordstraat-Beheerstraat alsook de verbreding van de rivier in het eigenlijke hart van de stad.
De aanleg van de Burgemeester Lambrechtlaan startte op 3 oktober 2005. De nieuwe laan kreeg twee rijstroken met aan weerszijden smalle 'ventwegen' voor het plaatselijk verkeer en vrijliggende fietspaden. Aan de kant van de wijk Overleie eindigt de nieuwe westelijke ring op een nieuwe rotonde op de Meensesteenweg tussen de Meensepoort en het Guldensporenstadion van KV Kortrijk. Aan het andere uiteinde loopt de laan naar het knooppunt Appel, waar een kluifrotonde werd aangelegd.
Een nevenklus bij de nieuwe laan van de kleine stadsring was de bouw van een voetgangers- en fietserstunnel onder deze laan in het verlengde van de Burgemeester Nolfstraat. Alles wat met de westelijke ring heeft te maken, kost 11,9 miljoen euro. De opening van de volledige westelijke ring vond plaats in 2007.

#### B. De stadskaaien

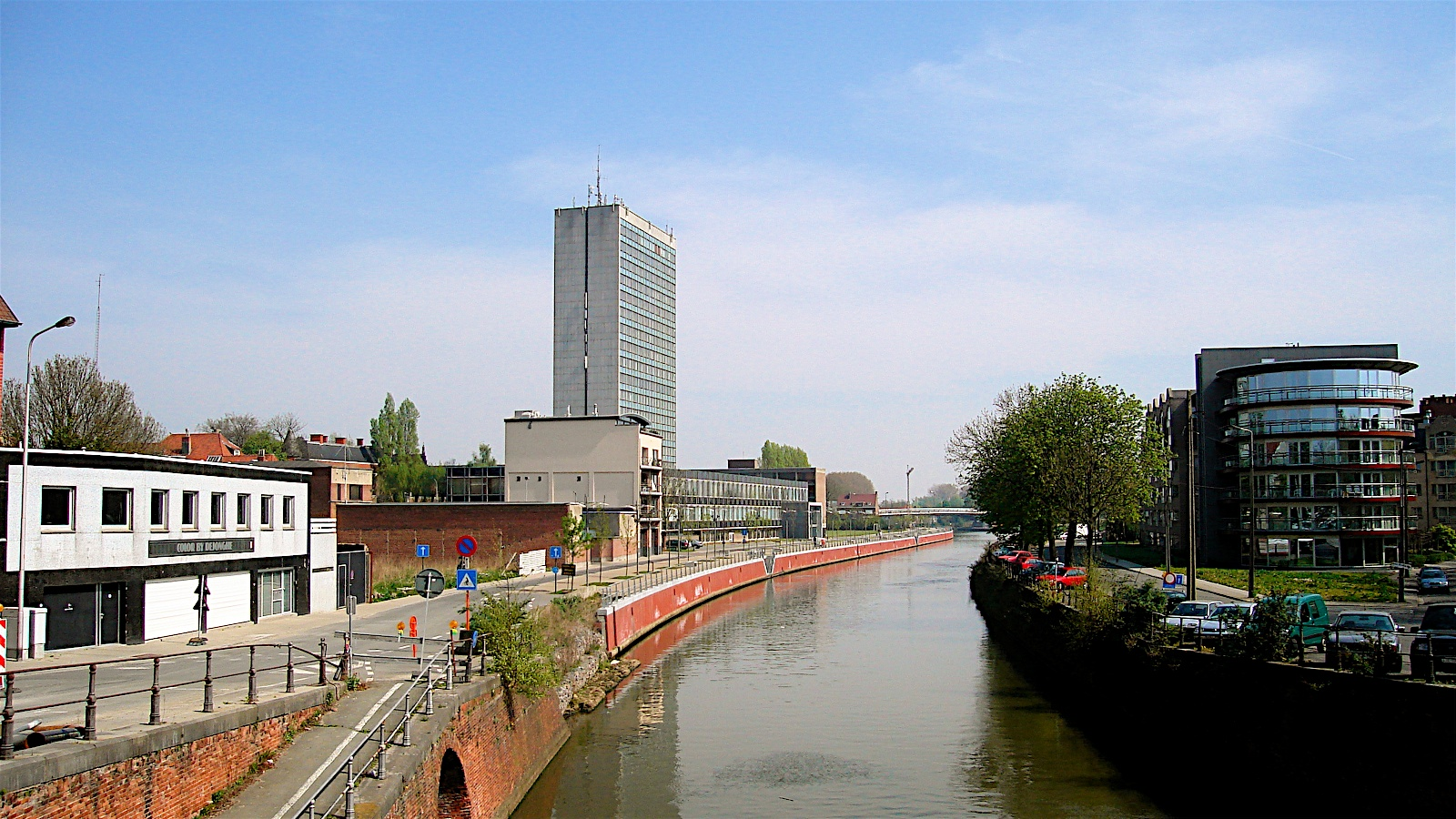
De Diksmuidekaai (links) en de rechtgetrokken Leie

Het andere deel van de derde fase is de bouw van de nieuwe kaaimuren tussen de Gerechtshofbrug en de Budabrug. Het plaatsen van nieuwe gas-, water-, elektriciteit-, telefoon- en computerleidingen gebeurde in december 2005 en januari 2006. Daarna werd begonnen met de bouw van de kaaimuren die in de plaats komen van de bakstenen kaaien van rond de Eerste Wereldoorlog. De Leie was er voor de werken 17,5 meter breed. Dit werd er na de werken 30,5 meter worden. Ook hier wordt voor dezelfde heraanleg gekozen zodat de Diksmuidekaai naadloos overloopt in de nieuwe promenades langsheen dit stuk van de Leie. De wandelboulevards bestaan hier uit een 8 meter breed wandel- en fietspad.

### Fase 4
De vierde fase, die een kleine 2 jaar in beslag nam, betrof een grondige verbouwing van de noordelijke oever van het eilandje Buda. Aan de tip, waar de oude en de nieuwe Leie uit elkaar gaan, kwam er door de rechttrekking heel wat grond bij. Aan de overkant van de Nijverheidskaai-Fabriekskaai verloor het hospitaal er echter een strook grond voor de verbreding. Ter hoogte van de tip werd een nieuw stadspark aangelegd dat afhelt naar de Leie.
In diezelfde fase werd in 2009 de bestaande Gerechtshofbrug afgebroken. Deze wordt vervangen door een kunstwerk van het befaamde Luikse ingenieursbureau Greisch, een tuibrug hangend aan kabels die zijn vastgemaakt aan een grote pijler langs de zijde van de Beheerstraat. Deze nieuwe brug werd omgedoopt tot de Noordbrug. De opening is voorzien in 2010. Men ging hierbij uit van de veronderstelling dat het onderbreken van de verkeersstroom Noordstraat-Beheerstraat zal opgevangen worden dankzij de nieuwe Westelijke Ring.

### Fase 5

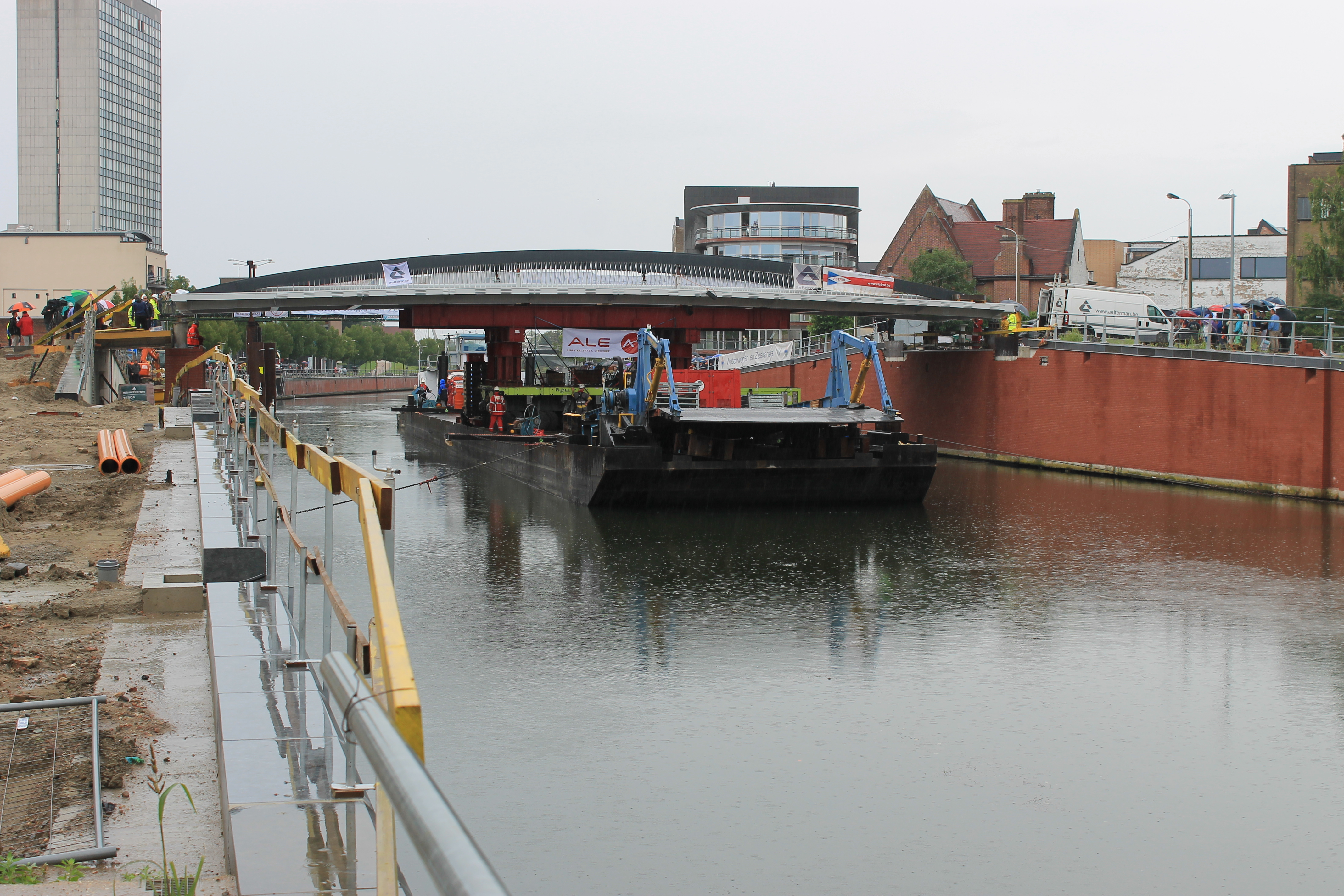
Het plaatsen van de Budabrug op 10 augustus 2014

Nog ingrijpender voor het stadscentrum is ten slotte de vijfde fase. De Budabrug, op de historisch oudste Noord-Zuidas doorheen de stad, wordt vervangen door een tafelbrug. Hierdoor komt er een einde aan de eeuwenlange vaste oeververbinding in de as Sint-Jansput, Overleiestraat, Budastraat, Leiestraat, Grote Markt, Doorniksestraat.
Stroomopwaarts is er nu nog de Reepbrug, de brug die de Fabriekskaai met de Reepkaai verbindt. Heel aanvankelijk was er een plan om daarvan de centrale verkeersader te maken ter vervanging van de vaste Budabrug. Toen men inzag dat er op die manier een veel te grote verkeersdruk zou gelegd worden op de rustige woonstraten van Overleie (Schinkelstraat, Recollettenstraat enz.), wou men de brug volledig schrappen. Uiteindelijk werd er geopteerd om er een voetgangersbrug te bouwen, naar een ontwerp van de Nederlandse bouwmeester Swarts.
Nadien resten nog oeverwerken buiten het stadscentrum, stroomopwaarts voorbij de Ronde van Vlaanderenbrug, en stroomafwaarts voorbij het Koning Albertpark, ter hoogte van de Wikings. Deze werken vingen aan eind 2009.

## Leiewerken in Harelbeke
In Harelbeke is in het kader van de Leiewerken het sluiscomplex ingrijpend vergroot en vernieuwd. In samenwerking met landschapsarchitect Bas Smets leverde architectenbureau ZJA het architectonisch ontwerp voor de nieuwe sluis, de Hogebrug, de vernieuwde kades en het Moleneiland.

### Hogebrug
In 2016 werd de nieuwe Hogebrug al als eerste fase van de werken opgeleverd. De nieuwe brug is hoger dan de oude brug, zodat grote schepen een vrije doorgang hebben. De brug heeft een verbreding in het midden. Dit middengedeelte is voorzien van een plein met houten banken, en biedt een ontmoetingsplaats aan.

### Moleneiland
Het Moleneiland  werd ontwikkeld tot een groene omgeving om te recreëren. Op het eiland was een parkachtige terrein gepland met een wandelpad over de nieuwe vistrap die de vissen vrije passage geeft. Een nieuwe draaibrug verbindt het vernieuwde Moleneiland met het centrum van Harelbeke, met een terras op het punt van het eiland die bij vloed overstroomt.

## Leiewerken in Menen
In Menen zal de Leie verruimd worden en zullen de natuurvriendelijke oevers hersteld worden. Doordat de Leie in het verleden werd rechtgetrokken met steile overwanden voor de binnenvaart zijn ze voor veel dieren gevaarlijk. Daarom creëert men op verschillende plaatsen uitstapplaatsen voor fauna of trapjes langs de oever. Zo wordt aan land gaan voor de dieren makkelijker. Twee bruggen zullen de vernieuwd worden: de brug in de Rijsselstraat en de brug Wevelgem-Lauwe. Een nieuwe voetganger- en fietsersbrug naar model van de Collegebrug staat ook op het project.
De bocht van de Leie doorheen het centrum wordt aangepast en daarvoor werden heel wat huizen onteigend. Deze sloopwerken werden gestart in de herfst van 2020. De Vlaamse Waterwegen in samenwerking met stad Menen zetten in op stadsvernieuwing aan de linker- en rechteroever met een creatie van een nieuw stadspark en een boulevard langs de Leieboorden. De eigenlijke Leiewerken starten in 2022.

## Leiewerken in Wervik
Ook bij Wervik is de Leie verbreed en verdiept, en is de brug vernieuwd om grotere schepen te kunnen laten passeren. Ook hier heeft Waterwegen en Zeekanaal aan Belgische kant werken uitgevoerd om de band tussen inwoners en het water te vergroten. De Vrijdagmarkt is veranderd van parkeerplaats in verblijfsgebied, en het Jaagpad is een wandelboulevard geworden.